# حدب بني جربان (أسلم)

تعديل مصدري - تعديل

حدب بني جربان هي إحدى قرى عزلة أسلم الوسط بمديرية أسلم التابعة لمحافظة حجة، بلغ تعداد سكانها 209 نسمة حسب تعداد اليمن لعام 2004.